# Tcllib
Tcllib 是一系列用于 Tcl 编程语言的包的集合，以 源代码 和 预编译的二进制文件 两种形式分发，支持许多常见操作系统：Windows、BSD、Unix 和 Linux。

## 数据结构
Tcllib 实现了诸多常见的数据结构算法，如 链表、散列表、树、图 等。

## 包分类
- 编程工具（页面存档备份，存于）
- 数学（页面存档备份，存于）
- 数据结构（页面存档备份，存于）
- 文本处理（页面存档备份，存于）
- 文件格式（页面存档备份，存于）
- 散列码、校验码与加密（页面存档备份，存于）
- 文档工具（页面存档备份，存于）
- 书签工具（页面存档备份，存于）
- 网络（页面存档备份，存于）
- 终端控制（页面存档备份，存于）
- CGI 编程（页面存档备份，存于）
- 文法和有限自动机（页面存档备份，存于）
- TKLib（页面存档备份，存于）
- 未归档（页面存档备份，存于）
- 传输模块（页面存档备份，存于）